# Шариф Биккул
Шари́ф Бикку́л (баш. Шәриф Биҡҡол; настоящее имя — Шари́ф Сагадату́ллович Бикку́лов, баш. Шәриф Сәғәҙәтулла улы Биҡҡолов; 28 мая 1924 года, д. Карламан Уфимского кантона БАССР, ныне Кармаскалинского района Башкортостана — 3 сентября 1995 года, Уфа, похоронен в д. Карламан) — башкирский советский писатель. Заслуженный работник культуры РСФСР (1980).

## Биография
1937—1940 гг. - Учёба в Давлекановском педучилище.

1940—1942 гг. - Работа учителем Мещегаровской семилетней школы Салаватского района, Алайгировской семилетней школы Кармаскалинского района.

С августа 1942 г. - Ускоренный курс обучения в находившемся в Уфе Севастопольском училище зенитной артиллерии.

1943—1944 гг. - Участие в Великой Отечественной войне. С сентября 1943 — командир огневого взвода 1383-го зенитного артиллерийского полка. Воевал на Западном и 3-м Белорусском фронтах, лейтенант. В 1944 году был тяжело ранен.

Член КПСС с 1944 года.

1945—1949 гг. - Учёба в Башкирском государственном педагогическом институте (ныне Уфимский университет науки и технологий); после него работает преподавателем, завучем в Уфимском театральном техникуме. 

1952—1962 гг. - Редактор республиканского журнала «Пионер» и газеты «Пионер Башкортостана».
C 1962 года Ответственный секретарь правления Союза писателей Башкирской АССР.

## Творчество

### Проза
- Мы ещё поживем. Роман. Уфа, Башкнигоиздат, 1977, 264с. (на баш.яз.); М., «Сов.писатель», 1981, (на русск.яз.)

### Поэзия
- Стремление. Стихи. Уфа, Башгосиздат, 1947, 5 (на баш.яз.)
- Современнику. Стихи. Башгосиздат, 1951, (на баш.яз.)
- Тянь ге Чань. Поэма. Уфа, Башкнигоиздат, 1954, (на баш.яз.)
- Через пороги. Стихи и поэмы. Уфа, Башкнигоиздат, 1957, (на баш.яз.)
- Вспоминая минувшее. Стихи, песни. Уфа, Башкнигоиздат, 1959, (на баш.яз.)
- На рассвете. Стихи. Уфа, Башкнигоиздат, 1954, (на русск.яз.)
- Чудесный сон. Стихи, Уфа, Башкнигоиздат, 1962, (на баш.яз.)
- Пишутся одинаково, но они не одинаковы. Стихи. Уфа, Башкнигоиздат, 1964, (на баш.яз.)
- Если б я знал… Стихи. Уфа, Башкнигоиздат, 1964, (на баш.яз.)
- Гостья из города. Поэмы и сказки. М., «Дет.лит.», 1967, (на русск.яз.)
- На заре. Пьесы. Уфа, Башкнигоиздат, 1968, (на баш.яз.)
- Ручеек. Поэма и стихи. Уфа, Башкнигоиздат, 1969, (на баш.яз.)
- Глаза, которым я поклоняюсь. Стихи, песни, поэмы. Уфа, Башкнигоиздат, 1971, (на баш.яз)
- Дерево, посаженное мной. Стихи и поэма. Уфа, Башкнигоиздат, 1972, (на русск.яз.)
- Стихи, песни, поэмы. Уфа, Башкнигоиздат, 1973, (на баш.яз.)
- Величиной с мое сердце. Стихи, песни, поэмы. М., «Сов. Россия», 1974, Алма-ата, «Жазиуши», 1983 (на казахском.яз.)
- Гостья. Стихи, песни, поэмы, сказки. Уфа, Башкнигоиздат. 1974, (на баш.яз.)
- Где лад, там и клад. Сказки. М., «Дет.лит», 1974, (на русск.яз.)
- Тропы, ведущие к памятникам. Стихи, поэмы. Уфа, Башкнигоиздат, 1981, (на баш.яз.)
- Стихи, поэмы. Уфа, Башкнигоиздат, 1984, (на баш.яз.)
- Светлая мечта. Уфа, Башкнигоиздат, 1979, 1987 (на баш.яз.)
- Тропы, ведущие к памятникам. Стихи, поэмы. Уфа, Башкнигоиздат, 1981, (на баш.яз.)
- Стихи, поэмы. Уфа, Башкнигоиздат, 1984, (на баш.яз.)

### Драматургия
- Когда зажигается огонь любви, музыкальная комедия, 1965 (совместно с Ш.Кульбарисовым),
- На заре. Пьесы. Уфа, Башкнигоиздат, 1968, (на баш.яз.)
- Айрат летит на Луну. Одноактные пьесы. Уфа, Башкнигоиздат, 1960, (на баш.яз.)
- Упорный найдет. Одноактные пьесы. Уфа, Башкнигоиздат, 1979, (на баш.яз)

### Переводы
Переводы на башкирский язык произведений А. С. Пушкина, Н. А. Некрасова, С. Михалкова, А. Макаренко, С. Бабаевского, Шандора Надя, А. Сафронова, Токтогула, Софрона Данилова и др.
Автор текстов многих популярных песен, написанных башкирскими и татарскими композиторами; автор множества фельетонов, басен, сатирических стихов. Произведения Ш. Биккула переведены на русский, казахский, татарский, узбекский и другие языки.

## Звания и награды
- Орден Отечественной войны I степени (11.03.1985)
- Орден Красной Звезды (31.10.1944)
- Орден «Знак Почета» (01.07.1974)
- медаль «За отвагу» (26.07.1944)
- медали
- Заслуженный работник культуры Башкирской АССР (1976)
- Заслуженный работник культуры РСФСР (1980)
- Лауреат Республиканской премии имени Г. Саляма (1969)